# Antimon(V)-sulfid
Antimon(V)-sulfid (auch Goldschwefel genannt) ist eine chemische Verbindung aus den Elementen Antimon und Schwefel. Es besitzt die Formel Sb2S5, die genaue Struktur ist jedoch nicht bekannt.

## Geschichte
Antimonpentasulfid ist bereits seit dem 16. Jahrhundert bekannt.

## Gewinnung und Darstellung
Hergestellt wird Antimon(V)-sulfid industriell durch Zersetzung von Natriumthioantimonat-Nonahydrat (Schlippe'sches Salz, 1821 von Karl von Schlippe entdeckt), einer Verbindung von Natriumsulfid mit Antimon(V)-sulfid (Na3SbS4 · 9 H2O), durch sehr verdünnte Schwefelsäure. Dabei fällt Antimon(V)-sulfid als orangeroter Niederschlag aus.
{\displaystyle {\ce {2Na3SbS4 + 3H2SO4 -> Sb2S5 v + 3H2S + 3Na2SO4}}}

## Eigenschaften
Antimon(V)-sulfid ist ein feines, orangerotes, geruch- und geschmackloses Pulver. Es ist unlöslich in Wasser und Ethanol, löslich in Kalilauge und Ammoniumsulfidlösungen. In Salzsäure löst es sich unter Abscheidung von Schwefel und Entwicklung von Schwefelwasserstoff als Antimon(III)-chlorid. Bei Lichteinwirkung oder Erhitzen spaltet es sich in Antimon(III)-sulfid und Schwefel. Anders als Schlippe'sches Salz scheint Antimon(V)-sulfid eine Antimon(III)-Verbindung mit Disulfid-Gruppen zu sein.

## Verwendung
Aufgrund der im Vergleich zum Antimon(III)-sulfid geringeren Toxizität wurde A. industriell z. T. als Ersatzstoff für diesen eingesetzt. Antimonpentasulfid wurde früher zum Vulkanisieren von Kautschuk verwendet. Die derartig vulkanisierten Gummiwaren waren charakteristisch rot gefärbt. Heute wird es für Feuerwerksartikel und Pigmente eingesetzt.
Anwendung fand Antimon(V)-sulfid früher nur medizinisch bei katarrhalischen Leiden. Die Wirkung wurde jedoch auf die früher üblichen Verunreinigungen durch Arsenverbindungen zurückgeführt.

## Sicherheitshinweise
Antimon(V)-sulfid muss vor Licht und Luft geschützt aufbewahrt werden, da andernfalls eine Oxidation eintritt.